# АГ-22
AG-22 — підводний човен класу AG Імператорського флоту Російської імперії, розроблений американською компанією Electric Boat. Підводний човен був зібраний у Канаді, доставлений до Росії у вигляді секцій і зібраний для служби в Чорноморському флоті. Завершений у 1919 році під час Громадянської війни в Росії, він увійшов до складу флоту Білого руху, евакуювався з Криму у 1920 році та був інтернований у Бізерті, Туніс, у 1921 році. Човен був покинутий у 1923 році та згодом утилізований.

## Опис
AG-22 був однокорпусним підводним човном, поділеним на п'ять водонепроникних відсіків. Довжина човна становила 45,8 м, ширина — 4,9 м, осадка — 3,8 м. Водотоннажність досягала 355 тонн на поверхні та 433 тонн під водою. Максимальна глибина занурення становила 50 метрів, екіпаж налічував 30 осіб.
Силова установка складалася з двох трилопатевих гвинтів, кожен з яких приводився в дію або 480-сильним (360 кВт) дизельним двигуном, або 640-сильним (477 кВт) електромотором. Максимальна швидкість — 13 вузлів на поверхні та 10,5 вузлів під водою. Дальність плавання — 1 750 морських миль на поверхні (при швидкості 7 вузлів) та 25 морських миль під водою (при швидкості 3 вузли). Паливний бак вміщував 16,5 тонн мазуту.</ref> Her fuel capacity was 16,5 англійської тонни (16,8 т) of fuel oil.
Озброєння включало чотири 457-мм торпедних апарати в носовій частині та вісім торпед. Для боїв на поверхні човен мав одну 47-мм палубну гармату.

## Будівництво та служба
Проект Holland 602, на основі якого було створено клас AG, експортувався під час Першої світової війни у кілька країн, включно з Російською імперією. Загалом було замовлено 17 човнів у трьох серіях. Човни будувалися у Канаді у вигляді комплектів для складання в Росії.
Частини корпусів для AG-21, AG-22 та AG-23 були виготовлені в Сент-Джоні (Нью-Брансвік) у травні 1916 року. Потім їх відправили залізницею до Ванкувера, звідки завантажили на судна та доставили у Владивосток. Звідти комплектуючі транспортували Транссибірською магістраллю до Миколаєва, де збирання проводилося на верфі Миколаївський суднобудівний завод.
Через революцію та громадянську війну процес складання затягнувся до 1919 року. AG-22 увійшов до складу флоту Білого руху і був евакуйований разом із флотом Врангеля наприкінці 1920 року. У лютому 1921 року човен прибув до Бізерти, де у 1923 році його покинули, і пізніше утилізували.